# Burton (Texas)
Burton è una città degli Stati Uniti d'America, situata nello Stato del Texas, nella Contea di Washington.